# النهر يجري من خلالها (فلم)
النهر يجري من خلالها (بالإنجليزية: A River Runs Through It) هو فيلم دراما تم إنتاجه في الولايات المتحدة وصدر في سنة 1992. الفيلم من إخراج روبرت ريدفورد.

## بطولة
- براد بيت
- توم سكيريت

### ترشيحات وجوائز
| السنة | الحدث  | الفئة              | النتيجة  |
| ----- | ------ | ------------------ | -------- |
|       | أوسكار | أفضل تصوير سينمائي | فـــــوز |

## وصلات خارجية
- مقالات تستعمل روابط فنية بلا صلة مع ويكي بيانات